# Golbol nos Jogos Parapan-Americanos de 2019
As competições de Golbol nos Jogos Parapan-Americanos de 2019 foram realizadas em Lima, na Villa Deportiva Regional del Callao.
Foram disputados 2 eventos (masculino e feminino), contando com a participação de 82 atletas de 9 países participantes.
| MASCULINO - ARG Argentina - BRA Brasil - CAN Canadá - USA Estados Unidos - GUA Guatemala - MEX México - PER Peru(Anfitrião) - VEN Venezuela | FEMININO - BRA Brasil - CAN Canadá - CRC Costa Rica - USA Estados Unidos - MEX México - PER Peru(Anfitrião) |

## Medalhistas
| Evento             | Ouro | Prata | Bronze                                                                                               |
| ------------------ | --- | --- | --- |
| Masculino detalhes | José Roberto Oliveira Alex Sousa Leomon Moreno Josemarcio Sousa Romário Marques Emerson da Silva BRA Brasil            | Daryl Walker Tyler Merren Joshua Welborn John Kusku Calahan Young Matthew SImpson USA Estados Unidos           | Ahmad Zeividavi Aron Ghebreyohanes Bruno Haché Blair Nesbitt Douglas Ripley Peter Parsons CAN Canadá |
| Feminino detalhes  | Simone Rocha Jéssica Vitorino Ana Carola Custódio Gleyse Henrique Ana Gabriely Assunção Victória Nascimento BRA Brasil | Alexandra Lawson Lisa Czechowski Amanda Dennis Eliana Mason Shavon Lockhardt Marybai Huking USA Estados Unidos | Maryam Salehizadeh Whitney Bogart Meghan Mahon Emma Reinke Amy Burk Roby Hammad CAN Canadá           |